# Défaitisme

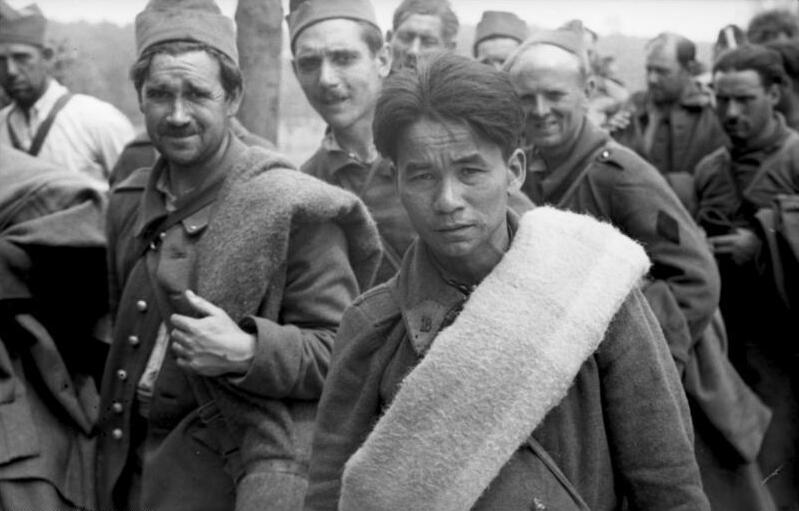
Prisonniers de guerre français

Le défaitisme est une acceptation de la défaite sans aucune résistance. Dans le terme courant, le défaitisme possède une connotation négative et souvent lié à la trahison et au pessimisme, ou même à une situation perçue comme désespérante. Le terme est également et communément utilisé en tant que contexte militaire : un soldat peut être défaitiste si celui-ci refuse tout combat car il pense être sûr de perdre ou que c'est un combat perdu d'avance. Le terme peut également être utilisé notamment dans la politique, le sport, la psychologie et la philosophie.

## Défaitisme politique et révolutionnaire
Le défaitisme est un mouvement dans la politique depuis la guerre franco-prussienne de 1870. Les défaitistes sont convaincus qu'il serait plus efficace et moins coûteux pour la République d'accepter une défaite ou une perte de territoire que de continuer ou déclencher une guerre. Cela se montre bien dans les accords de Munich de 1938.
Le défaitisme révolutionnaire est un défaitisme à visée idéologique visant à désagréger un bloc de nations bellicistes dans leur ensemble. Lénine le professa lors de la Première Guerre mondiale. Entre les années 1934 et 1938, Trotsky pousse plus loin la logique de Lénine et préconise d’adapter les actions des militants non seulement à leur lieu d’action mais également à la conjoncture. En 1938, lors de la fondation de la Quatrième Internationale, les deux délégués autrichiens représentants des Revolutionäre Kommunisten Österreichs (RKÖ), Karl Fischer et Georg Scheuer, soutiennent que les Thèses sur la guerre éditées par le Secrétariat International pour la IVe Internationale en 1934 ne disent pas ce qui devrait l’être d’un point de vue marxiste-léniniste au sujet de la question de la guerre.